# Saladar

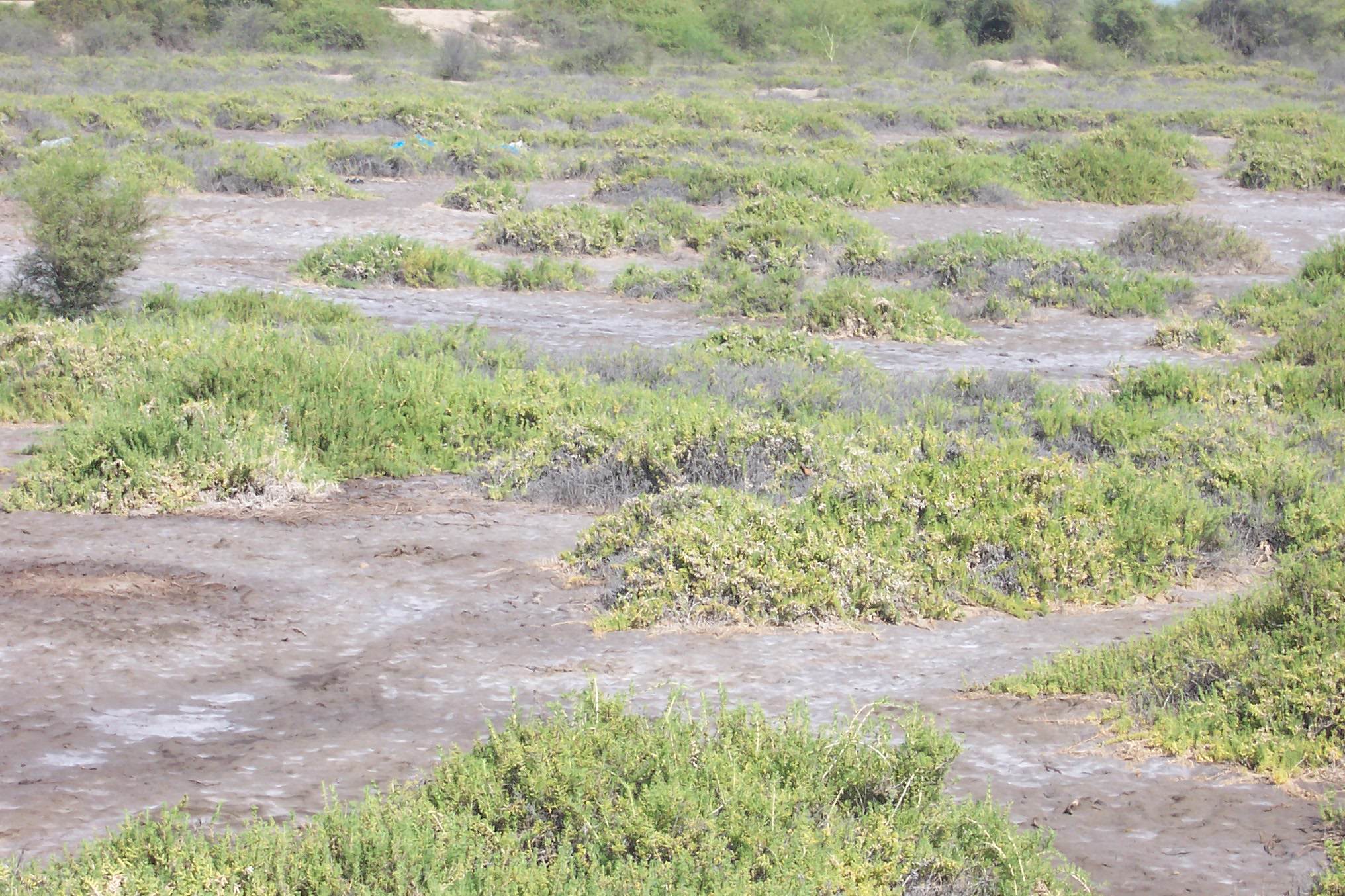
Sòl tític d'un saladar

El saladar és un sòl carregat de sals (principalment clorurs).

## Particularitats
És un sistema natural complex, amb característiques ambientals particulars. La presència d'un saladar denota sovint que el nivell freàtic es troba pròxim a la superfície. És freqüent notar afloraments d'aigua durant una part de l'any, en l'època de pluges.
A l'estiu, en evaporar-se l'aigua del sòl, les sals són arrossegades fins a la superfície, on són dipositades formant la típica crosta salina blanca.
Les sals del saladar poden tindre dos orígens:
- Conducta de la rentada de materials salins existents en la zona; o,
- Ser les restes d'un antic mar o llac salat.

## Exemples de saladars
- Platja del Salader o d'Urbanova
- Saladars del Guadalentí
- Saladar de Jandia
- Saladars de Cordovilla (Albacete)
- Saladar del Rierol Guatén (Torrejón de Velasco, Madrid)
- Saladar del Rierol de la La Canyada (Valdemoro, Madrid)